# Tiptoe
Tiptoe is een Duits platenlabel waarop jazz uitkomt. Het werd rond 1989 opgericht door Enja Records van Matthias Winckelmann. Op het label is muziek uitgebracht van onder meer Greetje Bijma, Abdullah Ibrahim, het fusion-trio Blue Box, Subroto Roy Chowdhury, Vladimir Estragon, Kevin Bruce Harris, de groep NuNu!, Ferenc Snétberger, The Intergalactic Maidenballet en een trio met Billy Cobham, Bill Bickford en Wolfgang Schmid. 